# Malaconothrus pachypilus
Malaconothrus pachypilus är en kvalsterart som beskrevs av Hammer 1972. Malaconothrus pachypilus ingår i släktet Malaconothrus och familjen Malaconothridae. Inga underarter finns listade i Catalogue of Life.